# ÖFB-Cup 1962-1963
La ÖFB-Cup 1962-1963 è stata la 29ª edizione della coppa nazionale di calcio austriaca.

## Ottavi di finale
| Squadra 1          | Risultato | Squadra 2      |
| ------------------ | --------- | -------------- |
| 16 febbraio 1963   |           |                |
| Sturm Graz         | 1 - 2     | Simmering      |
| 17 febbraio 1963   |           |                |
| Bischofshofen      | 1 - 5     | Wiener SC      |
| 24 febbraio 1963   |           |                |
| ESV Admira Villach | 1 - 2     | FS Elektra     |
| 9 marzo 1963       |           |                |
| Kapfenberger       | 2 - 0     | Wiener AC      |
| 10 marzo 1963      |           |                |
| Mattersburg        | 4 - 1     | Trofaiach      |
| 13 marzo 1963      |           |                |
| Austria Salisburgo | 1 - 3     | LASK           |
| 27 marzo 1963      |           |                |
| Admira Vienna      | 4 - 5     | Austria Vienna |
| First Vienna       | 2 - 5     | Rapid Vienna   |

## Quarti di finale
| Squadra 1      | Risultato   | Squadra 2    |
| -------------- | ----------- | ------------ |
| 10 aprile 1963 |             |              |
| Simmering      | 0 - 1 (dts) | Wiener SC    |
| Austria Vienna | 1 - 0       | Rapid Vienna |
| LASK           | 4 - 2       | Mattersburg  |
| 13 aprile 1963 |             |              |
| Kapfenberger   | 2 - 1       | FS Elektra   |

## Semifinale
| Squadra 1      | Risultato | Squadra 2      |
| -------------- | --------- | -------------- |
| 15 maggio 1963 |           |                |
| Kapfenberger   | 2 - 3     | LASK           |
| Wiener SC      | 1 - 2     | Austria Vienna |

## Finale
| Squadra 1      | Risultato | Squadra 2 |
| -------------- | --------- | --------- |
| 19 giugno 1963 |           |           |
| Austria Vienna | 1 - 0     | LASK      |